# Xã Dover, Quận Otsego, Michigan
Xã Dover (tiếng Anh: Dover Township) là một xã thuộc quận Otsego, tiểu bang Michigan, Hoa Kỳ. Năm 2010, dân số của xã này là 561 người.